# Jean de Tinguy du Pouët
Pour les articles homonymes, voir Tinguy.
Pour les autres membres de la famille, voir Famille de Tinguy.
Jean Charles Marie Louis de Tinguy du Pouët, né le 23 mars 1875 à Saint-Michel-Mont-Mercure (Vendée) et mort le 5 décembre 1951 à Saint-Michel-Mont-Mercure, est un homme politique français, député de la Vendée.

## Biographie

### Jeunesse et études
Jean de Tinguy est le fils de Léon Armand de Tinguy du Pouët et de Marie Pauline Anaïs Vanel de Rageaux. Il suit ses études secondaires au collège Stanislas.
ll est diplômé de l'École libre des sciences politiques, et est titulaire d'un doctorat en droit pour une thèse sur l'assistance médicale gratuite.
Il épouse Andrée Fernande Ricard à Paris (8e) le 30 juillet 1907, avec laquelle il a 5 enfants, parmi lesquels Lionel, Armand, Monique.

### Parcours professionnel
Il entre en 1900 au Conseil d'État et en devient conseiller d'État.
En 1904, il devient maire de Saint-Michel-Mont-Mercure, poste qu'il conserve jusqu'en 1944.
En 1930, il est élu conseiller général du canton de Pouzauges, puis président du conseil général en 1936. Pendant l'Occupation, il préside la commission administrative puis le conseil départemental qui remplacent le conseil général.
Il est député de la Vendée de 1919 à 1940, et siège au groupe de l'Union républicaine démocratique. Spécialiste des finances, il est vice-président de la commission des Finances de 1932 à 1940.
Le 10 juillet 1940, il vote les pleins pouvoirs au maréchal Pétain. Inéligible à la Libération, il cesse alors toute activité politique.
Son fils, Lionel de Tinguy du Pouët, prend sa suite en 1945 à la mairie de Saint-Michel-Mont-Mercure, puis comme député de la Vendée en 1946.
Son petit-fils, Louis Monfort de Tinguy du Pouet prend également sa suite à la mairie de Saint-Michel-Mont-Mercure de 1981 à 1989, puis devient conseiller général du canton de Pouzauges de 1981 à 1994.

## Sources
1. ↑  Qui êtes-vous?: Annuaire des contemporains; notices biographiques, C. Delagrave, 1783 (lire en ligne)
2. ↑  « Jean du Tinguy du Pouët - Base de données des députés français depuis 1789 - Assemblée nationale », sur www2.assemblee-nationale.fr (consulté le 8 août 2023)

- « Jean de Tinguy du Pouët », dans le Dictionnaire des parlementaires français (1889-1940), sous la direction de Jean Jolly, PUF, 1960 [détail de l’édition]